# 领海
领海又称领水，是一个从领海基线，即沿岸国陆地领土及其内水以外，或者群岛国群岛水域以外向海洋延伸3-12海里的海域。但各國視實際狀況可能另有規定。一国主权及于领海及其上空和底土，視為國土的一部份，不可受到侵犯，但他國在領海可以行使通過之權。

## 緣起
領海設立的因素有三點：國家基於安全需要，須獨占其海岸，並自離岸的近海保護其海岸；國家須於沿岸港灣外檢查並管制停泊和進出的船舶，以符合其商業、財政或政治的目的；國家必須擁有其沿岸海域內的資源，以維持其居民的生活需要。
領海寬度曾是爭論的核心。16世紀到17世紀的論點都採模糊的概念。最初有人主張以視力為領海範圍。後來荷蘭國際法學家格老秀斯等學者則力主以當時的「岸砲射程」（cannon shot）做為控制海域的範圍。地中海地區的國家也採用「岸砲射程」的主張。北歐的斯堪地那維亞各國，則以沿岸的固定「岸距」（fixed distance）做為領海的範圍。上述主張中，以「岸砲射程」得到普遍的贊同，由於18世紀大砲射程平均不超過3海里（5.6），一些國家便規定其領海寬度為3海里。至1945年後，此慣例逐漸被改為12海里（22）甚至200海里（370）。最終由1982年聯合國《海洋法公約》確定為12海里。

## 具體認定標準限制
一個主權國家對其內水有完全之司法管轄權，外國船隻在領海中允許的無害通過權在內水是不允許的。根據1982年聯合國海洋法公約的規定，領海從領海基線起劃，即所在沿岸國的內水或海岸低潮線的連接。低潮線到永久暴露之岸邊裸土的距離並無具體規定，理論上是無限制的。但低潮線到高潮線間規則性暴露於水上的區域不得多於12海里。
由一國領土完全包圍的封閉性湖、河、內海，皆為內水。海岸邊緣沿岸國所屬島嶼外緣，與海岸國海岸的連接線內側屬於內水。注入海中的河流河口，其靠岸邊一側的注口連線內側也算內水。由內水起算12海里，為領海。

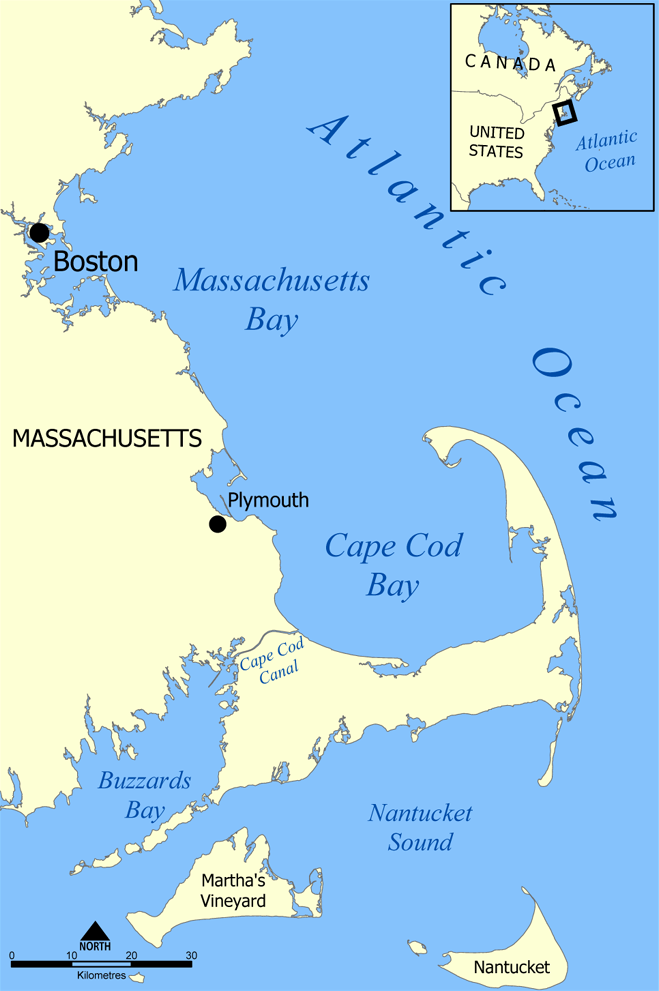
麻州灣完全為美國內水

海灣另有特別規定。所謂「灣」乃指兩地岬（即海岸端突出之土地端點）所圈圍之大於半圓的水域。若此水域離陸皆不超過24海里（44），則全部視為內水。假如「灣」的開口廣闊，則靠陸一側低潮線連成的24海里以內，視為內水。由內水起算再12海里為領海，即低潮線到36海里（67）的外海，沿岸國有完全之主權管轄權。
領海之外，海洋法公約允許一國主張領海基線外側24海里的毗連區（亦稱「臨接海域」、「臨接區」）。在此海域中，一國可立法規定防制有關移民、防疫、海關等事項的違法行為。美國到1999年才正式確認對其仳臨區的管轄。
簡言之，一國對其水域之管轄，隨內水、領海、仳臨區、排他性經濟海域而遞減。在公海則各國權利平等。

## 領海上的無害通過
外國船隻依照海洋法公約有權在某國領海進行「無害通過」。依據公約，無害通過係指不損害沿海國的和平、安全和良好秩序的通過，无需事先通知或取得沿海国的许可。反面而言，只要外國船舶於經過領海時，有損害沿海國和平、良好秩序和安全之情事發生，即為非無害。而當中所謂「通過」，是指為橫渡領海但不進入內水、或為駛入內水或自內水駛往公海而通過領海。這種航行應繼續不停地迅速進行。不經許可不得停船和下錨。但通常航行所附帶發生的停泊和下錨，或者因不可抗力或遇難目的的停泊和下錨，則是容許的。

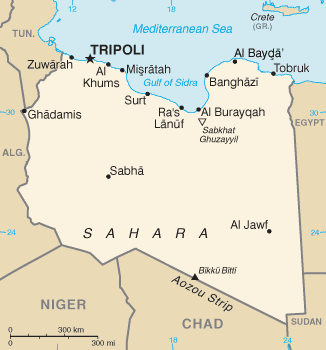
利比亞主張西達灣全部水域，美軍置之不理。

## 爭端的根源
領海是國際政治爭端的重要根源之一。各國往往武斷宣示其領海以遂行資源開發，或者驅逐敵對的海上移動性廣播設施。例如南中國海的島嶼爭議連帶引生領海爭議。另一案例是利比亞宣示其西達灣為其完全之領海，但美軍軍艦多次通行而引生衝突，格達費上校於是威脅稱，此灣為侵略者之「死亡線」。西方國家僅承認利比亞沿岸12海里之管轄，認為可對西達灣行無害通過。
美國對其大西洋、太平洋沿岸實施200海里「防空識別區」政策，非北約會員軍艦、軍機很難可在此任意通行。2006年10月，兩架俄羅斯轟炸機進入防空識別區，並逼近美國領空，北美防空司令部派遣美國和加拿大6架戰機准備進行攔截，在近距離監察後，俄機調頭飛離，最終並未進入美、加領空。
利比亞與美國皆簽署了海洋法公約，但兩國皆未批准，故該公約對兩國尚未生效。

### 迴避爭議與較小主張
若干國家由於鄰近地區爭議甚大、實力不足等各種原因，為避免發生衝突或無法實際執行海上執法，仍沿用三海里之領海規定，甚至不主張領海。有些國家則僅宣示6海里領海，以脫卸遠端海域的管轄責任。這是海洋法公約允許的。例如恩怨糾纏不清，海域臨接的希臘與土耳其兩國。或者宣稱依據協商為準，如愛沙尼亞考慮到與俄羅斯、芬蘭的關係所做的規定，以及日本考慮與俄國關係在宗谷海峽所做的規定；另外日本方面與中華民國、中華人民共和國、韓國、俄國等週邊地區有領海爭議，在領海權談判上較為複雜。
俄國在波羅的海之飛地加里寧格勒，位處立陶宛和波蘭兩個北約組織暨歐洲聯盟成員國之間，另外波蘭和立陶宛向來與俄國不和，俄立波三國之間對於加里寧格勒的俄國領海進出做出彈性協商。
在珠江三角洲的廣東和香港两地，在香港主權移交前分別是中英两國的領海，而中英双方彼此有約定俗成的領海界線，故粵港两地領海並未有明顯重疊的情況；後來在香港回归後，香港水域納入中國領海，並有南海艦隊駐紮，但由於两地擁有各自的司法權和執法權的關係，粵港两地的水警隊仍以本地海域為執法界線，基本上並無跨省追捕的情形（然而澳門特別行政區並無鄰近海域之管辖權如填海自決權等，僅有水路交通管理權）。
朝鮮半島上從三十八度線往黃海延伸的「北方分界線」一直是南北雙方爭議較大的海域。依照首爾當局的觀點，NLL較貼近朝鲜的西南海岸線，但平壤當局則主張NLL是一條由東北向西南延伸的直線；由於南北雙方對NLL認知的差異，雙方經常在此海域發生武裝衝突，如2010年年底的延坪島炮擊事件。

南北韓雙方對於北方分界線的認知差異
（藍線：南韓觀點／紅線：朝鲜觀點）

伊朗和伊拉克曾因為臨近波斯灣的阿拉伯河以及出海口領海糾紛，爆發了兩伊戰爭。
裏海週邊的國家，如俄羅斯、伊朗、土庫曼、亞塞拜然、哈薩克等國，也有在各國沿岸行使領海主張。
巴勒斯坦的加薩走廊，由於靠近地中海並和以色列接壤的關係，但巴勒斯坦當局並未對加薩走廊沿海提出領海主張。
但也有國家即使實力不足，仍刻意宣示大於12海里的領海，保留對抗鄰國的空間，如利比亞（卡扎菲時代）、索馬里。

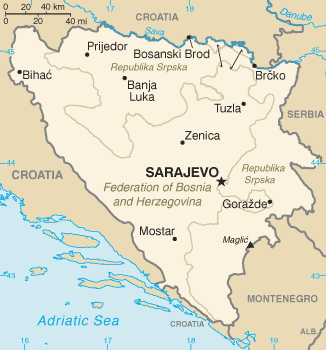
波赫由於海岸線極短（僅20公里），故不主張領海權利。

## 各國領海主張現況
- 無領海：波士尼亞與赫塞哥維納、蒙特內哥羅
- 3海里：約旦、帛琉
- 6海里：土耳其在爱琴海，但12海里在黑海与地中海
- 10海里：希臘
- 12海里：美國、英國、法國、俄罗斯、中華人民共和國、中華民國[2]、德國、日本、新加坡、澳大利亚等多數國家或地区。
- 12海里與另行規定區（DLM）：斯洛文尼亞（指該國除了奉行12海里外，再有爭端處另以法律規定其領海實際區域。）
- 13海里：意大利-突尼斯
- 30海里：多哥
- 200海里：贝宁、剛果共和国、薩爾瓦多、秘魯、索馬里
- 依據協商劃定：菲律賓奉行具體依據協商劃定的政策，故其領海距岸一般大於12海里。澳大利亚與巴布亞紐幾內亞的領海劃分則以條約規定。

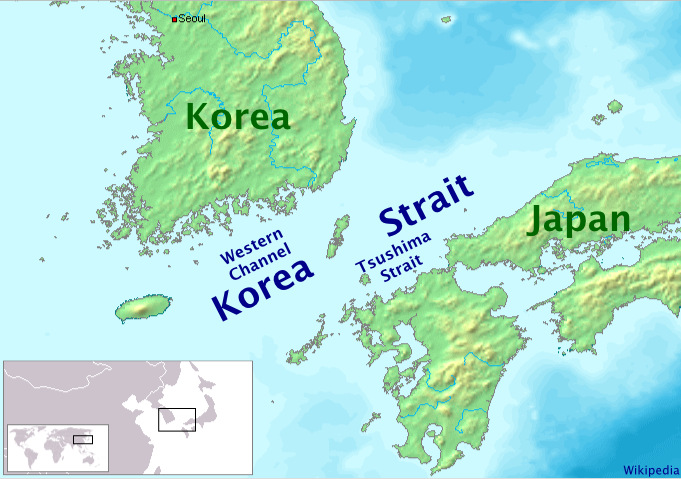
日本在對馬海峽適用3海里領海。

- 特殊情況：由於國際政治的複雜狀況，12海里的適用仍有甚多例外。
  - 例如仍屬丹麥的北極區格陵蘭島殖民地，根據丹麥規定不適用12海里。未來情況依據其國王頒佈之法律為準。
  - 屬於懸而未決的模糊狀態。如愛沙尼亞在芬蘭灣的領海，亦依據協商結果為準。
  - 芬蘭一般適用12海里，但在芬兰湾为了留出国际水道，法律規定處领海界不超越国际水道中心线的3海里。
  - 日本在北海道南北端的宗谷海峽、津輕海峽，鄰近韓國的對馬海峽（対馬海峡）東側及西側水道和鹿兒島縣南方的大隅海峽等五處以法律附則規定適用3海里。
  - 土耳其在黑海適用12海里，在愛琴海適用6海里。
  - 英國在本土與曼島、福克蘭群島適用12海里，在維京群島等海外屬地適用3海里。
  - 澳大利亚与巴布亚新几内亚按照条约划分
  - 伯利兹部分采取3海里
  - 中华民国（台湾）和中华人民共和国（中国大陆）处两岸分治、敌对状态，在台湾海峡，台湾方面认为双方以海峡中线为实质分界线。即便是公海，中华民国方面仍将中华人民共和国进入海峡中线东侧区域或围绕台湾岛航行的行为，视为军事挑衅和威胁。

## 各國臨接海域主張狀況
- 無仳臨區主張：英國、義大利、德國、土耳其、希臘、伊朗、荷蘭、菲律賓、以色列等國。
- 14海里：芬蘭
- 15海里：委內瑞拉
- 18海里：孟加拉、蘇丹、沙烏地阿拉伯、甘比亞
- 24海里：美國、緬甸、法國、澳大利亚、俄罗斯、中華人民共和國、墨西哥、紐西蘭、韓國等國。
- 朝鮮民主主義人民共和國陸軍總部1977年頒佈了50海里的「軍事區」。

## 主要國家專屬經濟區主張的大小
| 主要國家宣示專屬經濟區面積 | 主要國家宣示專屬經濟區面積 | 主要國家宣示專屬經濟區面積 |
| 國家                       | 經濟區 + 領海              | 經濟區                     |
| -------------------------- | -------------------------- | -------------------------- |
| 美國                       | 11,351,000 km²             |                            |
| 法國                       | 11,035,000 km²             |                            |
| 澳大利亚                   | 8 148 250 km²              |                            |
| 俄羅斯                     | 7,566,673 km²              |                            |
| 加拿大                     | 5,599,077 km²              | 2,755,564 km²              |
| 日本                       | 4,479,358 km²              |                            |
| 紐西蘭                     | 4,083,744 km²              |                            |
| 英國                       | 3,973,760 km²              |                            |
| 中國                       | 3,877,019 km²              |                            |
| 巴西                       | 3,660,955 km²              |                            |
| 智利                       | 2,017,717 km²              |                            |
| 葡萄牙                     | 1,727,408 km²              |                            |
| 印度                       | 1,641,514 km²              |                            |
| 阿根廷                     | 1,159,063 km²              |                            |
| 馬達加斯加                 | 1,225,259 km²              |                            |